# 이안 부루마

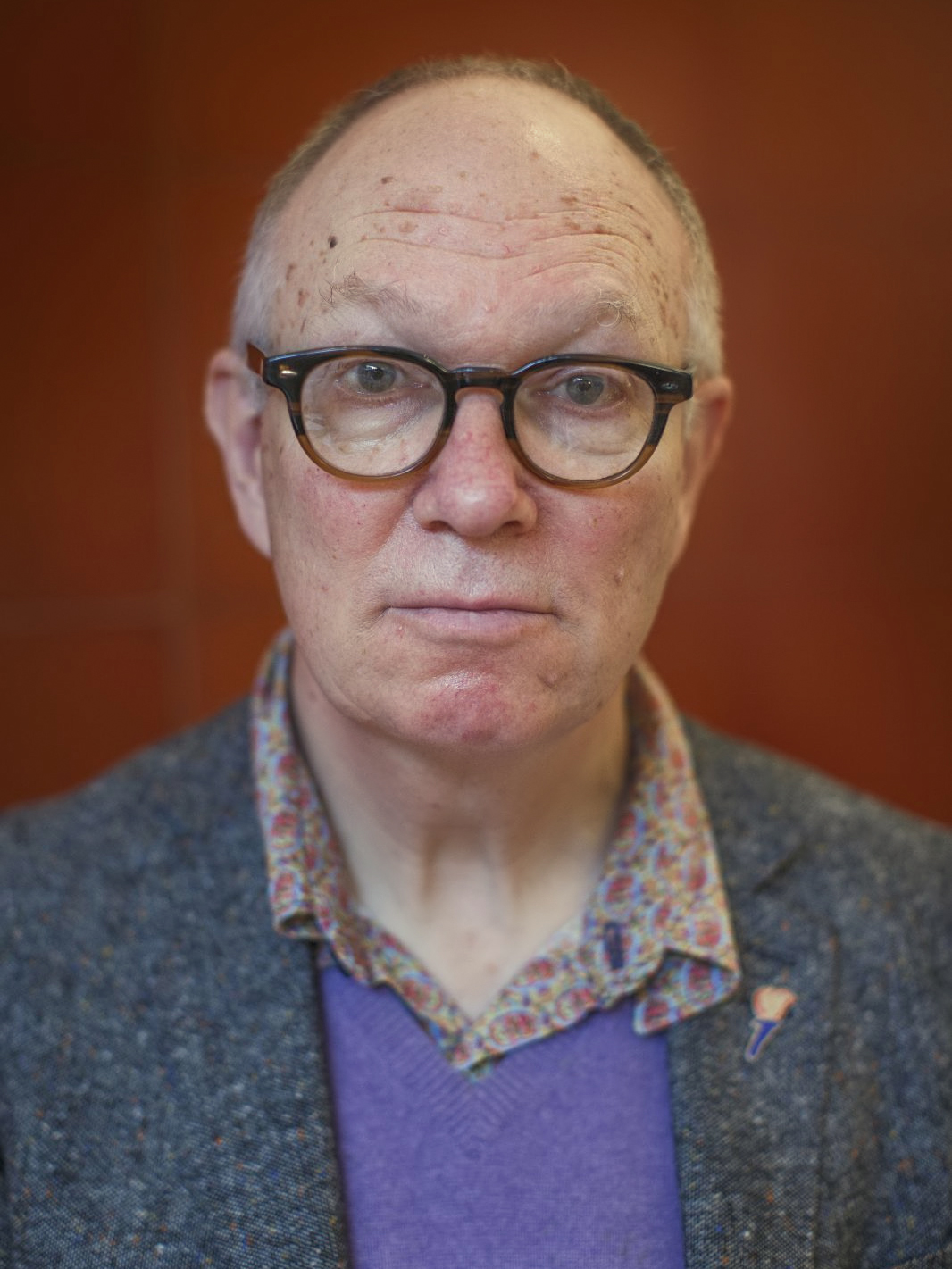
이안 부루마

이안 부루마(네덜란드어: Ian Buruma 이안 뷔뤼마[*], 영어: Ian Buruma 이언 부루마[*], 1951년 12월 28일 ~ )는 네덜란드에서 태어나 미국에서 활동하고 있는 작가, 언론인이다.

## 생애
1951년 12월 28일에 네덜란드 헤이그에서 네덜란드인 아버지와 영국인 어머니 사이에서 태어났다. 레이던 대학교에서 중국 문학과 역사를 공부했다. 1975년부터 1977년까지 일본 니혼 대학 예술학부에서 일본 영화를 공부해 석사 학위를 받았고, 이후 중국 문화와 20세기 일본사 등 아시아에 대해 전문적인 연구 및 저술 활동을 해왔다. 6개 국어를 구사한다.

## 활동
1977년부터 1980년까지 일본 도쿄에서 다큐멘터리 영화를 제작하고 사진가로 활동했다. 1983년부터 1986년까지는 홍콩에서 잡지 《파 이스턴 이코노믹 리뷰》(Far Eastern Economic Review)의 문화부 편집장으로 활동했고, 1990년부터 1991년에는 런던의 보수주의 잡지 《스펙테이터》(The Spectator)의 외신부장으로 일했다. 이후 여러 곳에서 연구비를 지원받아 연구를 진행하고 저술 활동을 폈다.
1991년에는 독일 베를린 비센샤프트콜리그(Wissenschaftskolleg zu Berlin)에서 연구 장학금을 받았고, 1998년에는 미국 워싱턴 D.C.의 우드로 윌슨 센터에서 연구비를 지원받았다. 1999년에는 영국 옥스퍼드 대학교의 세인트 앤터니 칼리지(St. Antony’s College)에서 앨리스터 혼 연구 장학금(Alistair Horne Fellowship)을 받았다. 2003년부터 2017년까지는 미국 인권학에서 독보적인 위치를 차지하고 있는 뉴욕의 바드 대학(Bard College)에서 인권과 저널리즘학과 교수로 재직했다.
2017년에는 《뉴욕 리뷰 오브 북스》의 편집장을 잠깐 맡았다가 2018년에 퇴임했다. 《뉴욕 리뷰 오브 북스》, 《뉴욕 타임스》, 《뉴 리퍼블릭》, 《뉴요커》, 《가디언》 등에 정치와 문화에 대한 칼럼을 지속적으로 써왔다.

## 평가
미국의 외교 전문지 《포린 폴리시》가 2008년과 2010년에 선정한 ‘세계 100대 사상가’에 이름이 올라 있다. 2008년에는 유럽의 문화, 사회, 사회과학에 중요한 공헌을 한 인물에게 수여하는 에라스무스상을 수상했다. 아시아의 복합적 특성을 이해하는 데 이바지한 저술로 쇼렌스타인 저널리즘상(Shorenstein Journalism Award)도 받았다. 2012년 프린스턴 신학교에서 신학과 공적 생활에 기여한 공로로 아브라함 카이퍼상을 수여했다. 

## 저작
아시아 문화, 특히 중국과 일본 근대 문화에 대한 저작을 많이 남겼다. 주요 저서는 다음과 같다.
- 《Behind the Mask》 (1983년)
- 《God’s Dust》 (1988년)
- 《Playing the Game》 (1990년)
- 《아우슈비츠와 히로시마: 독일인과 일본인의 전쟁 기억(The Wages of Guilt: Memories of War in Germany and Japan)》 (1995년) (한겨레신문사, 2002년)
- 《The Missionary and the Libertine》 (1997년)
- 《Anglomania: A European Love Affair》 (1999년)
- 《Bad Elements》 (2001년), 《A Japanese Mirror: Heroes and Villains of Japanese Culture》 (2001년)
- 《근대일본(Inventing Japan: 1853–1964)》 (2003년) (을유문화사, 2014년)
- 《옥시덴탈리즘: 반서양주의의 기원을 찾아서(Occidentalism: The West in the Eyes of Its Enemies)》 (2005년) (민음사, 2007년)
- 《Murder in Amsterdam: The Death of Theo van Gogh and the Limits of Tolerance》 (2006년)
- 《Taming the Gods: Religion and Democracy on Three Continents》 (2010년)
- 《0년: 현대의 탄생, 1945년의 세계사(Year Zero: A History of 1945)》 (2013년) (글항아리, 2016년)

## 같이 보기
- 바드 대학
- 베를린 비센샤프트콜리그[깨진 링크(과거 내용 찾기)]